# Extrem de tare și incredibil de aproape (film)
Extrem de tare și incredibil de aproape (Extremely Loud and Incredibly Close, 2011) este un film dramatic american regizat de Stephen Daldry după un scenariu de Eric Roth bazat pe romanului omonim de Jonathan Safran Foer. În rolurile principale interpretează actorii Tom Hanks, Thomas Horn, Sandra Bullock, Max von Sydow, Viola Davis, John Goodman, Jeffrey Wright și Zoe Caldwell.
Producția filmului a avut loc în orașul New York. Filmul a avut o lansare limitată în Statele Unite la 25 decembrie 2011 și o lansare mondială pe 20 ianuarie 2012. În ciuda recenziilor împărțite ale criticii, filmul a fost nominalizat la două premii Oscar, pentru cel mai bun film și pentru cel mai bun actor într-un rol secundar pentru Max von Sydow.

## Poveste
Filmul începe cu un om care pare să cadă din cer, cu referire la cei care s-au aruncat pe ferestrele clădirilor de la World Trade Center pe 11 septembrie. Oskar Schell (Thomas Horn) este prezentat ca fiind fiul americanului de origine germană Thomas Schell (Tom Hanks). La înmormântarea lui Thomas, Oskar se plânge că sicriul este gol și astfel înmormântarea nu are niciun sens. 

## Distribuție actori
- Thomas Horn este Oskar Schell
- Tom Hanks este Thomas Schell, tatăl lui Oskar
- Sandra Bullock este Linda Schell, mama lui Oskar
- Max von Sydow este Chiriașul
- Viola Davis este Abby Black
- John Goodman este portarul Stan
- Jeffrey Wright este William Black
- Hazelle Goodman este Hazelle Black
- Zoe Caldwell este bunica lui Oskar